# U-Bahnhof Kongresszentrum
Der U-Bahnhof Kongresszentrum ist eine Tunnelhaltestelle der Stadt- und Straßenbahn Karlsruhe. Er befindet sich in Karlsruhe an der Grenze zwischen Südstadt und Südweststadt, direkt neben dem namensgebenden Kongresszentrum.
Auf den zwei Richtungsgleisen im Tunnel (Gleise 3+4) verkehren die Straßenbahnlinie 2 sowie die Stadtbahnlinien S1, S11, S4, S52, S7 und S8. Die beiden an der Oberfläche liegenden Straßenbahngleise 1+2 werden seit dem 12. Dezember 2021 nur von Einsatzwagen bedient und trugen vorher den Namen Volkswohnung.

## Geschichte
Die Tunnelstation entstand als Teil der Kombilösung, in deren Rahmen die Stammstrecken der Stadt- und Straßenbahn in der Innenstadt durch eine unterirdische Führung ersetzt wurde. Der Spatenstich des Gesamtprojektes erfolgte am 21. Januar 2010 am späteren U-Bahnhof Europaplatz. Das Netz der Kombilösung wurde am 11. Dezember 2021 eröffnet. Um 14 Uhr wurde die Haltestelle für Fahrgäste geöffnet.

## Anlage

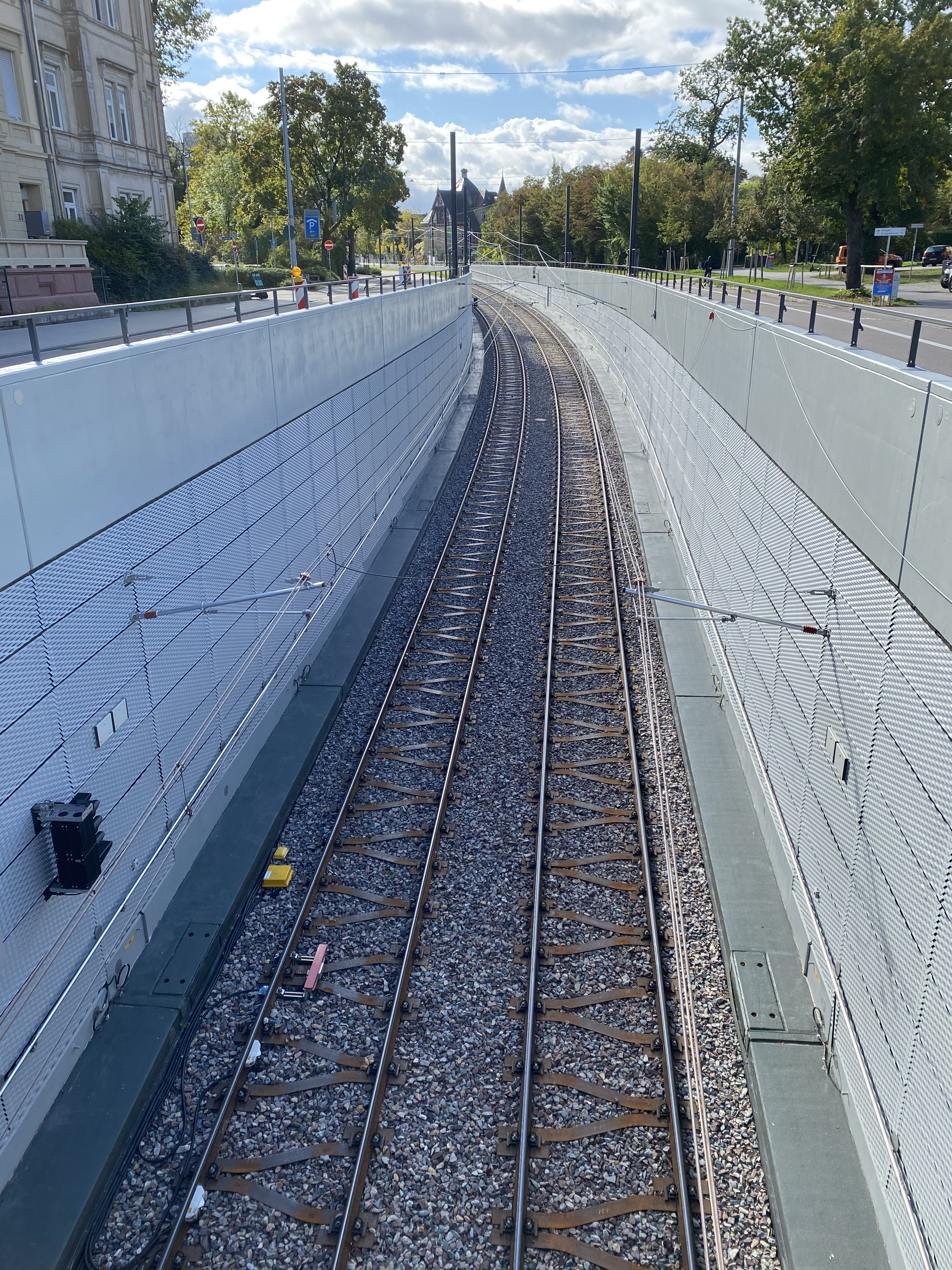
Stadtbahnrampe südlich des U-Bahnhofs Kongresszentrum

### U-Bahnhof (Gleise 3+4)
Der U-Bahnhof Kongresszentrum besitzt als einziger in Karlsruhe keine Zwischenebene, da die Gleise an dieser Stelle nur wenige Meter unterhalb der Straße verlaufen. Die beiden Gleise besitzen Seitenbahnsteige, die über Treppen, Rolltreppen und Aufzüge von der Straße aus erreicht werden können. Um den Bahnsteig zu wechseln, müssen Fahrgäste die Station verlassen und die darüberliegende Straße überqueren.
Die Station Kongresszentrum ist die südlichste Tunnelstation des Südastes. Nach Norden führt die Strecke unter der Via Triumphalis (Ettlinger Straße) zum U-Bahnhof Ettlinger Tor. Südlich schließt eine Rampe an, über die die Züge in einem Bogen in Richtung Augartenstraße fahren.

### Straßenbahnhaltestelle (Gleise 1+2)
Nordöstlich des U-Bahnhofs befindet sich in der Baumeisterstraße die Straßenbahnhaltestelle mit den Gleisen 1 und 2. Aufgrund des bereits seit 2002 geplanten U-Bahnhofs und der damit einhergehenden Benutzung nur noch für Einsatzwagen wurde die Straßenbahnhaltestelle nie barrierefrei ausgebaut und stellte ein Provisorium dar. Seit dem 12. Dezember 2021 wird die Straßenbahnhaltestelle, welche bis zu diesem Zeitpunkt den Namen „Volkswohnung/Staatstheater“ trug, nur noch bei Überführungsfahrten, Umleitungen oder ein- und aussetzenden Fahrten genutzt.

### Barrierefreiheit
Die Bahnsteige des U-Bahnhofs sind über Aufzüge vollständig barrierefrei erreichbar. Um einen barrierefreien Einstieg in alle Züge zu gewährleisten, gliedern sich die Bahnsteige der Gleise 3 und 4 jeweils in einen 80 m langen Abschnitt mit 340 mm Bahnsteighöhe für den barrierefreien Einstieg in die Niederflurwagen und einen 15 m langen Abschnitt mit 550 mm Bahnsteighöhe für den barrierefreien Zugang zu den ersten zwei Türen von Zweisystemwagen. Dazwischen befindet sich eine Rampe.

### Lichtinstallation

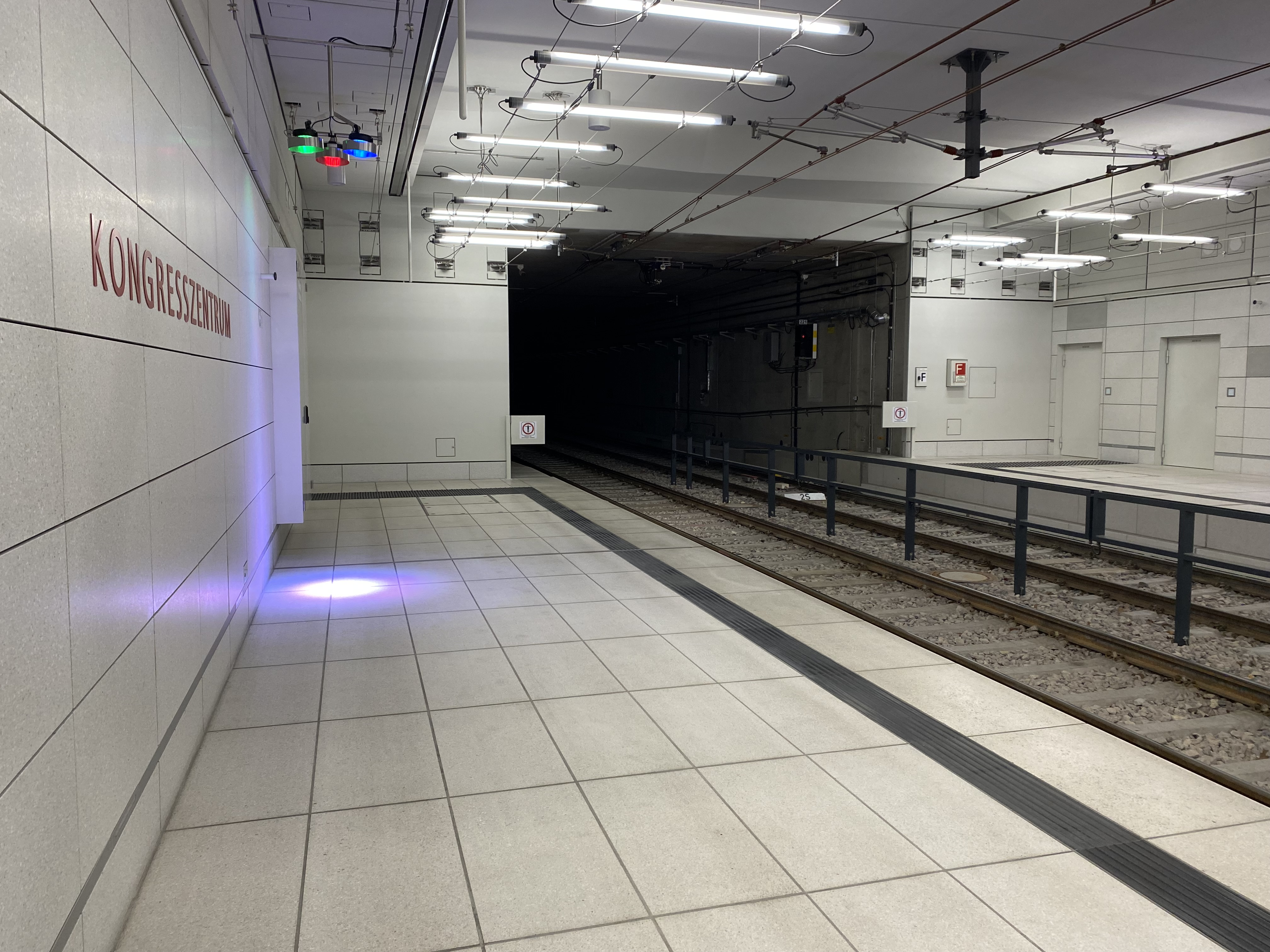
RGB-Lichtinstallation am südlichen Ende des U-Bahnhofs

Die Beleuchtung der Haltestelle wird durch LED-Lampen an einer Seilkonstruktion realisiert. An mehreren Orten innerhalb des Bahnhofs sind RGB-Strahler an der Decke montiert. Wenn sich eine Person oder ein Objekt im Lichtkegel befindet, werden die bunten Lichtstrahlen je nach Position unterbrochen und es entsteht ein farbiges Muster auf dem Bahnsteig.

## Trivia
An der Stelle des heutigen U-Bahnhofs Kongresszentrum befand sich von 1897 bis 1910 der erste Albtalbahnhof, Endpunkt der meterspurigen Albtalbahn nach Ettlingen, Herrenalb und Ittersbach und somit direkte Vorgängerin der heute den U-Bahnhof bedienenden Linien S 1 und S 11.